# جنبش استقلال کره
جنبش استقلال کره (انگلیسی: Korean independence movement) یک کارزار نظامی و دیپلماتیک برای دستیابی به استقلال کره (کشور) از امپراتوری ژاپن بود. پس از الحاق ژاپنی‌ها به کره در پیمان ۱۹۱۰ ژاپن و کره، مقاومت داخلی کره در جنبش اول مارس به اوج خود رسید، که در هم شکست و رهبران کره را برای فرار به جمهوری چین (۱۹۴۹–۱۹۱۲) رهسپار کرد.